# Onesia sinensis
Onesia sinensis är en tvåvingeart som beskrevs av Villeneuve 1936. Onesia sinensis ingår i släktet Onesia och familjen spyflugor. Inga underarter finns listade i Catalogue of Life.